# ベナビデス列車追突事故
ベナビデス列車追突事故は、1970年2月1日に発生した鉄道事故。アルゼンチンおよび南アメリカ史上最も大きな被害を出した鉄道事故となった。英語では"Benavidez rail disaster" - ベナビデス鉄道惨事とも呼ばれる。

## 事故の概要
この事故は、ブエノスアイレスの北29 キロにあるミトレ将軍鉄道（ミトレ線）のインヘニエロ・マッシュウィッツ（インヘニエロ・マスチュウイツ）とヘネラル・パチェコ間に位置するベナビデス駅付近で発生した。

## 事故の経過
ディーゼル機関車重連に牽引された、21両編成のミトレ将軍鉄道・第14列車 - 急行エストレージャ・デル・ノルテ（Estrella del Norte、北極星）号は当時260人の乗客を乗せており、始発のサン・ミゲル・デ・トゥクマンから終点であるブエノスアイレス中心業務地区に位置するレティーロ・ミトレまでの約1,600 キロメートルの行程の終盤に近づくころ、ベナビデス駅を通過した。
その先行を走行していた客車10両編成の普通列車は、パラナ川のほとりの観光都市かつベナビデス付近で最も大きな都市であるサラテで週末を過ごした1090人の乗客を運び、レティーロ・ミトレへ向かっていたが、牽引するディーゼル機関車が「燃料噴射装置のトラブル」を起こし、ベナビデス駅付近で点検のために停止した。
機関士と乗務員はこのトラブルを解決しようとおよそ40分間停車したが、普通列車の乗組員は列車防護を提供することが出来ず、20時15分に急行エストレージャ・デル・ノルテ（Estrella del Norte、北極星）号は時速105 キロメートルで普通列車に追突した。急行を牽引していた重連のディーゼル機関車は普通列車の最後尾の客車を「完全に破壊」し、最後尾から3両目の客車までをほぼ完全に押し潰し、そしてそれを線路に押し下げた。普通列車の乗客の一部は何とか飛び降りることができたが、死者と重傷者はすべて普通列車の乗客であった。 

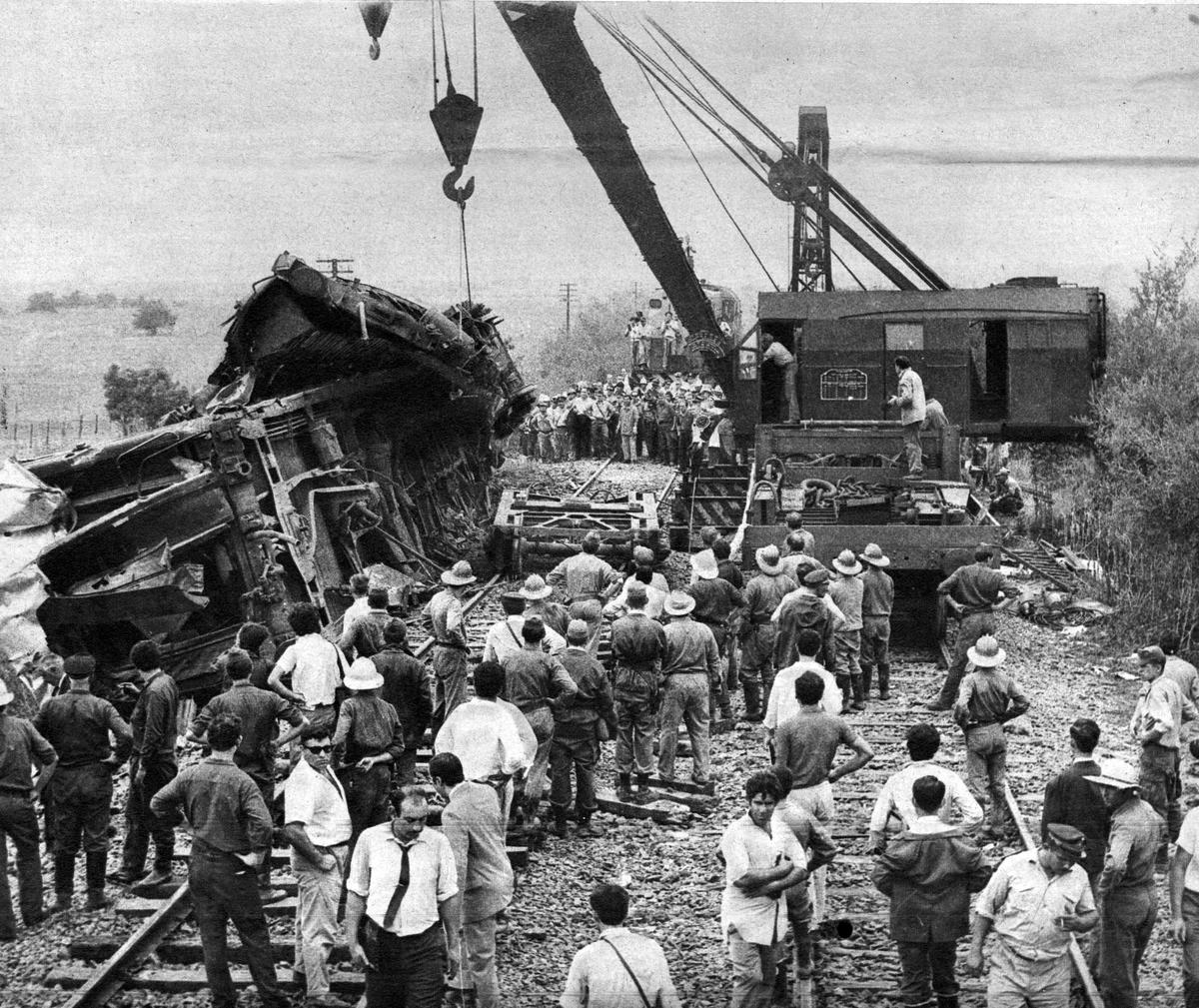
事故で大破した客車をクレーンで移動する作業
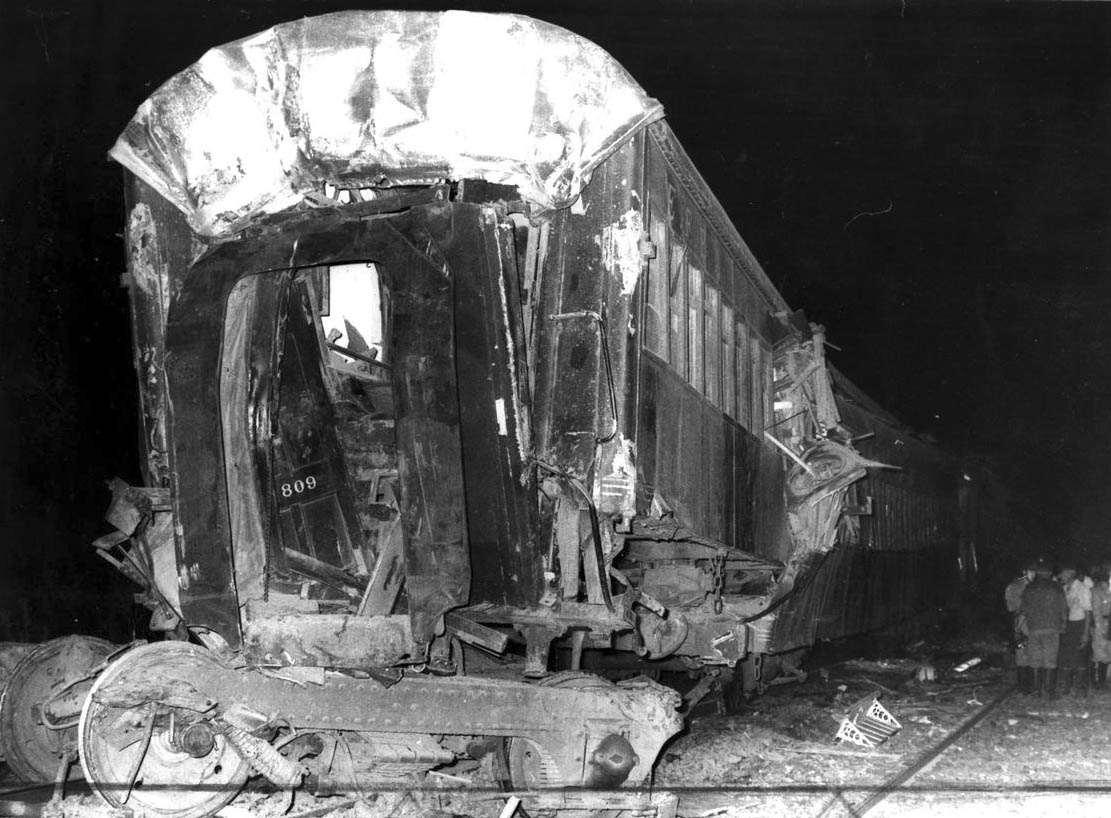
事故の衝撃で変形した普通列車の客車

## 救助活動
飛行機のパイロットは管制塔から無線を送り、緊急サービスに通知し、そこ出動した空軍のヘリコプターは救命医療用品を運ぶことに使用された。軍の兵士などによる救助活動が展開され、事故現場から約8 キロメートル北のパチェコ駅に救急病院が設置され、負傷者の治療に当たったほか、パチェコとベナビデスに一時的な遺体安置所が設置された。
イギリス・タイムズ紙の取材を受けた生存者は、「私たちは（事故現場の）いたるところで変死体を見た」と言い、「あちこちに血が流れていて、兵士たちは切断されたばかりの手足で袋を満たしていた」と証言した。
最終的に、236人の死亡と500人以上の負傷が確認されたが、政府は「死亡は142人」と発表した。

## 影響
この事故のあと、当時アルゼンチン国内で人気を誇った雑誌・"Así"は事故の凄惨な写真を含む32ページの記事を掲載した。
それにより、当時同国を統治していた軍事独裁政権はこの事故を「不都合な事実」であるとして、事故の写真と記事を大々的に掲載した"Así"の発行を無期限に禁止した。